# Nicolás Leites
Sergio Nicolás Leites Montes (n. Melo, Cerro Largo, Uruguay; 3 de diciembre de 1997), más conocido como Nicolás Leites, es un futbolista uruguayo que juega como medio centro ofensivo. Actualmente milita en el Cerro Largo Fútbol Club de la Primera División de Uruguay.

## Trayectoria

### Cerro Largo Fútbol Club
Debutó como profesional el 14 de septiembre de 2014, en la fecha 1 del Campeonato Uruguayo de Segunda División 2014-15, a pesar de ser su primer encuentro jugó los 90 minutos contra Huracán, pero perdieron 3 a 2. Nicolás debutó con 16 años y 285 días.
El 12 de abril de 2015, se enfrentó a Miramar Misiones e ingresó cuando perdían 1 a 0, al minuto 79 anotó su primer gol oficial y empataron 1 a 1. Finalizó su primera temporada con 15 presencias, de las cuales en 6 veces fue titular, anotó un gol y Cerro Largo quedó en el undécimo lugar de la tabla, por lo que no lograron ingresar a los play-off para ascender a la máxima categoría.
Para el Campeonato del 2015/16, la Segunda División se dividió en dos partes, Cerro Largo quedó emparejado en la Serie A junto a otros 7 equipos. Nicolás estuvo presente en la fecha 1 el 25 de octubre contra Oriental, ingresó al minuto 59 y ganaron 2 a 1. Fue titular por primera vez en el torneo el 14 de noviembre, jugó 61 minutos y empataron 1 a 1 ante Progreso.
Luego de ser convocado por primera vez a la selección juvenil de Uruguay, el 22 de noviembre jugó como titular contra Torque, anotó su primer doblete y ganaron 3 a 2.
La última fecha del año, se disputó el 5 de diciembre y se enfrentaron a Rocha, Nicolás fue suplente e ingresó en el transcurso del segundo tiempo, al minuto 89 anotó un gol y cerró la victoria por 4 goles a 1 ante más de 2.000 espectadores. Cerro Largo ganó la Serie A y clasificó a las finales de la Primera Rueda.
En la final de la primera rueda se enfrentaron a Rampla Juniors, pero fueron derrotados por un global de 7 a 6.
Para la segunda rueda, no mantuvieron el nivel y terminaron en novena posición, por lo que finalizaron en la cuarta posición de la tabla anual.
En su segunda temporada como profesional, Leites jugó 16 partidos y anotó 5 goles.
El 10 de septiembre, jugó el partido de la fecha 1 del Campeonato Uruguayo de Segunda División 2016, contra Central Español, fue titular, anotó un gol y ganaron 3 a 0.

## Selección nacional
El 19 de noviembre de 2015 fue convocado por primera vez por Fabián Coito para entrenar con la selección sub-18 de Uruguay. El lunes 23 de noviembre comenzó el entrenamiento, junto a jugadores como Guillermo Padula, Robert Ergas, Diego Rossi y Nicolás Schiappacasse. El miércoles jugó un partido de práctica contra Central Español, estuvo con los suplentes y ganaron 2 a 1.
El 27 de noviembre se confirmó su segunda convocatoria para entrenar con la sub-18. La semana de prácticas comenzó el lunes 30 de noviembre, día que regresó Federico Valverde de una lesión. El miércoles jugaron otro partido amistoso de preparación, esta vez contra Miramar Misiones, equipo al que derrotaron 1 a 0.
Para el año 2016, no volvió a ser considerado por el entrenador en las siguientes convocatorias.

## Estadísticas
Actualizado al 29 de octubre de 2016.
| Club                  | Div.          | Temporada     | Liga  | Liga  | Copas nacionales | Copas nacionales | Torneos internacionales | Torneos internacionales | Total | Total |
| Club                  | Div.          | Temporada     | Part. | Goles | Part.            | Goles            | Part.                   | Goles                   | Part. | Goles |
| --------------------- | ------------- | ------------- | ----- | ----- | ---------------- | ---------------- | ----------------------- | ----------------------- | ----- | ----- |
| Cerro Largo · Uruguay | 2ª            | 2014/15       | 15    | 1     | -                | -                | -                       | -                       | 15    | 1     |
| Cerro Largo · Uruguay | 2ª            | 2015/16       | 16    | 5     | -                | -                | -                       | -                       | 16    | 5     |
| Cerro Largo · Uruguay | 2ª            | 2016          | 6     | 1     | -                | -                | -                       | -                       | 6     | 1     |
| Cerro Largo · Uruguay | Total club    | Total club    | 37    | 7     | 0                | 0                | 0                       | 0                       | 37    | 7     |
| Total carrera         | Total carrera | Total carrera | 37    | 7     | 0                | 0                | 0                       | 0                       | 37    | 7     |

## Palmarés

### Otras distinciones
- Tercera División: 2015 (con Melo Wanderers sub-20)[6]